# فرودگاه اچوکا
فرودگاه اچوکا (به انگلیسی: Echuca Airport) یک فرودگاه همگانی با کد یاتا ECH است که یک باند فرود شن دارد و طول باند آن ۵۱۰ متر است. این فرودگاه در کشور استرالیا قرار دارد و در ارتفاع ۹۸ متری از سطح دریا واقع شده است.